# 克里斯多夫·托马斯·奈特
克里斯多夫·托马斯·奈特（英語：Christopher Thomas Knight，1965年12月7日—），美國人，是在几乎与其他人类無任何接触的情况下在美国缅因州的森林中生活了27年的隱士。为了维持生活，他在上述地区進行了约1,000次爆竊，平均每年40起，直至2013年被拘捕為止。奈特在爆竊时几乎从未被发现，成为当地传奇，被称为“北塘隐士”。

## 生平
奈特生于缅因州肯纳贝克县的阿尔比恩社区，父亲曾任职于乳品厂，他有四位哥哥和一位妹妹。奈特的父母从未就其失踪报警，平时也很少与邻居交流。
奈特高中成绩优异，提前毕业，后于麻薩諸塞州沃尔瑟姆西尔韦尼亚技术学校学习电子技术，并在当地安装家用及车用警报系统，这对他的盗窃行为积累了知识。

## 隐居生涯
奈特工作了不到一年就辞职，1986年，他回到了缅因州，但并未回家，而是向北到了穆斯黑德湖附近，在未通知他人的情况下开始了野外生活。进入野外两年之后，奈特在贝尔格莱德湖区附近的森林中找到了理想的营地，并且一直在此处生活。奈特的居住地距离最近的营地小屋只有约600码，然而地处密林，人际罕至。他的住所只有帐篷、睡袋等简单设施，他对此处进行了伪装以防止被发现。
为了保证足以生存的食物和能源，奈特进入野外后不久开始在附近进行盗窃。奈特聲称从未在盗窃时遇過任何人，他通常在凌晨行动，目标主要是闲置的度假小屋。除了食品与丙烷罐，奈特也会盗取衣物、书刊及游戏。
缅因州寒冷漫长的冬天对于野外生活最为艰难，奈特表示他依靠打坐保持清醒及理智。
据奈特称，1990年代他曾經在林中遇到一名登山者打招呼问好，除此之外，在27年的隐居生活中，他从未与人交流。
奈特并未明确解释自己开始隐士生活的原因，他说这对他自己也是一个谜。

## 被捕
2013年4月4日凌晨，奈特在松树夏令营地（Pine Tree summer camp）行窃时被业主发现及被警察逮捕。
2013年10月28日，奈特被肯纳贝克县高等法院以13起偷窃和入室盗窃判处入狱7个月，除在狱中等待判决的时间，他只需要再服刑一星期。除此之外，判决要求他每周与法官会面、就职或者接受教育，以及避免饮酒。
服刑结束后，奈特接受了约一年的法院课程，接受心理治疗。
由于长期独自生活，奈特的交流能力已下降。他表现了对新生活的不适：“我不认为我能适应社会，那里太嘈杂、过度奢华、缺乏美感。而且它粗陋、空虚、繁琐。”
奈特因其传奇的经历而受到广泛关注，很多人对他的野外生存能力表示了赞许。